# Geva
Geva eller Gheua (selve navnet dog først attesteret på skrift i slutningen af 1200-tallet), måske en forkortelse for Gerberga, men om nogle af disse navnevariationer har været anvendt i Danmark på hendes tid, er egentlig uvist, var et medlem af den danske kongefamilie, der levede i 700-tallet og som var gift med hertug Widukind.

## Familie
Hun var enten datter af [ifølge Annales laurissense maiores] den danske konge Sigfred, eller også var hun kongens søster [ifølge andre kilder].
Hun blev gift med sakserfyrsten, hertug Widukind, der gentagne gange i 770'erne og 780'erne måtte søge tilflugt hos danerne. Ægteskabet er blevet anskuet som led i en fredsaftale eller fredspagt mellem Sachsen og Danmark.
Af eftertidens nedskrevne genealogier er det uklart, præcist hvor mange børn Geva og Widukind måtte have haft. En søn Wigbert (Wikbert, Wibert, Wibreht, Wicbert) skulle der dog have været, som var gift med en datter af Radbod 2. og var far til Waltbert (de). Endvidere et par døtre, hvoraf den ene skulle have været gift med Alfric, greve af Sachsen og den anden med Bruno af Engern (uk).

## I populærkulturen
Geva blev i 2022 portrætteret i operaen »Widukind« – Die Oper komponeret af Thomas Lotz og med Libretto af Birgit Kronshage. Geva blev spillet af sangerinden Rita El-Achkar.